# Sattel SZ
| SZ ist das Kürzel für den Kanton Schwyz in der Schweiz. Es wird verwendet, um Verwechslungen mit anderen Einträgen des Namens Sattel zu vermeiden. |

Sattel ist eine politische Gemeinde im Bezirk Schwyz des Kantons Schwyz in der Schweiz.

## Geographie

Historisches Luftbild von Werner Friedli von 1948

Zu Sattel gehören die Orte Ecce Homo, Schornen und Mostel.
Nachbargemeinden von Sattel sind Rothenthurm, Schwyz, Steinen und Steinerberg, Oberägeri, Unterägeri.
Sattel liegt im Taleinschnitt der Steiner Aa, am Fusse vom Morgartenberg, Chaiserstock und Hochstuckli und reicht bis auf die Höhen dieser Voralpengipfel. Die waldreiche Landschaft zeigt mit Moränen, Felsriegeln und Schwemmebenen deutliche Spuren der Eiszeiten. Während der letzten Eiszeit überdeckte der Muota/Reussgletscher Sattel vollständig und hatte zwei Ausläuferarme, die bis Unterägeri und Äussere Altmatt (Rothenthurm) reichten. In der äusseren Altmatt stiessen der Muota-/Reussgletscher und die Reuss sowie der Linth-/Rheingletscher zusammen. Dort vereinigten sich diese Gletscher und bauten eine heute noch sichtbare Moräne auf.

## Bevölkerung
Von den Bewohnern sind 97,29 % deutschsprachig, 0,5 % englischsprachig und 0,43 % albanischsprachig (Stand 2000). Seit 1992 nahm die Bevölkerung um 10,5 % zu.

## Exekutive
Gemeindepräsident ist Pirmin Moser, Vizepräsidentin Anita Betschart (Volkswirtschaft). Weitere Gemeinderatsmitglieder sind Ida Rogenmoser-Theiler (Finanzen), Sascha Eng (Infrastruktur und ÖV), Andrea Betschart (Bildung und Jugend), Hans Peter Schnüriger (Bau, Planung, Umweltschutz) und Rita Ott-Waldvogel (Gesellschaft & Soziales).

## Gemeindehaus
Was einst im 18. Jh. als Pfarrhaus gebaut und ab 1810 bis 1960 das Schulhaus war, diente ab 1976 bis 2014 als Gemeindehaus. Im Spätherbst 2014 konnte im neu geschaffenen Zentrum am Zentrumsplatz ein neues zweckmässiges Gemeindehaus bezogen werden.

## Wirtschaft
Die Landwirtschaft prägt das Erscheinungsbild der Gemeinde stark. Daraus lassen sich aber nur bedingt Rückschlüsse auf die Erwerbsstruktur ziehen. Von den rund 540 in Sattel beschäftigten Personen (Stand 2012) sind lediglich noch rund 180 (32 %) in der Land- und Forstwirtschaft tätig. 12 % (66 Personen) sind im Handwerk und Gewerbe beschäftigt, während die restlichen 55 % (rund 300) im Dienstleistungssektor arbeiten. Von den fast 1000 Erwerbstätigen arbeiten 23 % in Sattel, und 77 % dieser Erwerbstätigen verdienen sich ihren Lebensunterhalt als Pendler ausserhalb der Gemeinde, insbesondere in Schwyz und der Region Zug. Während die Arbeitsplätze in der Land- und Forstwirtschaft zurückgehen, haben kleine und mittlere Gewerbebetriebe in den letzten Jahren zahlreiche neue Arbeitsplätze geschaffen. Eine ständig wachsende Bedeutung erhält die Beschäftigung im Tourismussektor, der über einhundert Voll- und Teilzeitarbeitsstellen bietet. Diese Teilzeitstellen sind unentbehrliche Verdienstmöglichkeiten für Landwirte oder deren Ehefrauen, die aufgrund der Betriebsstruktur in sehr vielen Fällen auf einen Nebenerwerb angewiesen sind. Mehr und mehr sind mittlerweile auch Studenten als Teilzeitbeschäftigte im Tourismussektor anzutreffen. Das Fehlen von Industrie- und grossen Dienstleistungsbetrieben wirkt sich natürlich negativ auf den Steuerertrag der Gemeinde aus. Dank dem Wachstum der letzten rund 30 Jahre und dem innerkantonalen Finanzausgleich kann die Gemeinde Sattel ihre Aufgaben aber in zweckmässiger Art und Weise erfüllen, und dies bei einem Steuerfuss im kantonalen Mittel.

### Verkehr
Auf Gemeindegebiet von Sattel liegt der Bahnhof Sattel, der von der Schweizerischen Südostbahn (SOB) bedient wird. Im neu geschaffenen Zentrum wurde ein Bus-Knoten installiert, an dem sich alle in Sattel zusammenkommenden Buslinien treffen und so schlanke Anschlüsse ermöglichen: Bus Oberägeri–Sattel der Zugerland Verkehrsbetriebe, Buslinie Schwyz–Sattel–Biberbrugg der Auto AG Schwyz. Bus Goldau–Sattel. Durch Sattel führen die Hauptstrasse 8, welche über den Sattelpass von Pfäffikon nach Schwyz führt, sowie die Hauptstrassen 381 und 371. Seit 2011 hält der Voralpen-Express wieder in Rothenthurm statt in Sattel.

### Tourismus

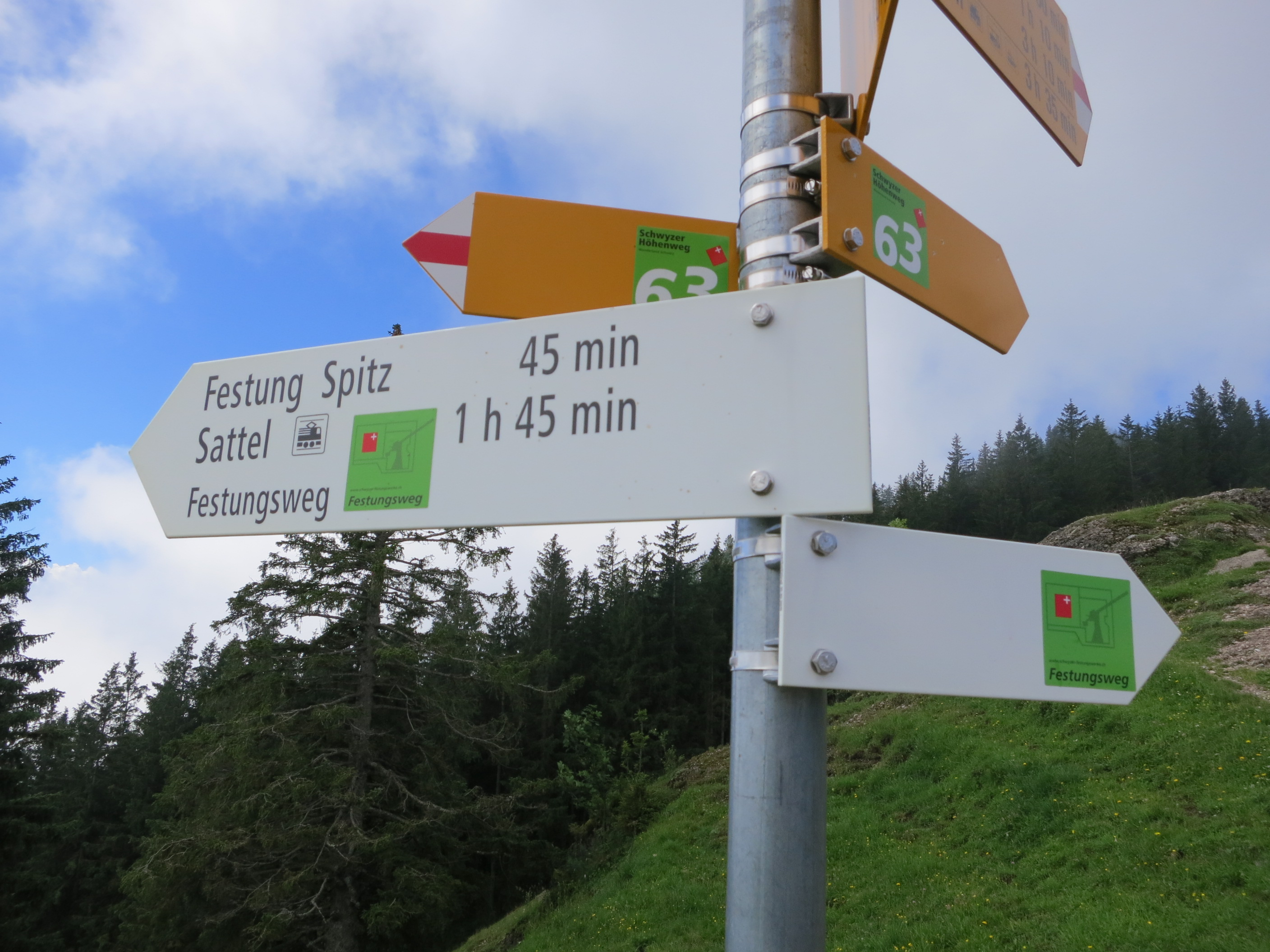
Wegweiser Festungsweg auf der Halsegg

Mit dem Ski- und Naherholungsgebiet Sattel-Hochstuckli (erste Drehgondelbahn der Welt «Stuckli Rondo», drei Skilifte, Sommerschlittelbahn «Stuckli Run», Spring- und Hüpfburganlage «Stuckli Jump», Wanderwege usw.) und dem nahen Aegerisee steht in Sattel auch ein vielfältiges touristisches Angebot zur Verfügung. Die Eröffnung der Sommerschlittelbahn «Stuckli Run» hat dem Sommertourismus Auftrieb verschafft und die einseitige Winterabhängigkeit entschärft. Am 10. Juli 2010 wurde zudem der «Raiffeisen Skywalk», eine der längsten Fussgängerhängebrücken Europas mit 374 Metern Spannweite, eröffnet.
Die dreistündige Rundwanderung Festungsweg Sattel führt, ausgehend vom Kreisel bei Sattel, an verschiedenen Festungen aus dem Zweiten Weltkrieg vorbei. Der Verein Schweizer Dufour Museum führt einmal monatlich Führungen durch das Artilleriewerk auf der Alp Halsegg durch. Das AW Spitz und die Anlage Stollen Eggeli im Dorf Sattel, die 1941 als Kommandoposten KP Front und Feuerleitstelle der 6. Division für das AW Spitz und Stock als vorgeschobener KP benutzt wurde, können auf Anfrage bei der Stiftung Schwyzer Festungswerke besichtigt werden.

## Schlacht am Morgarten

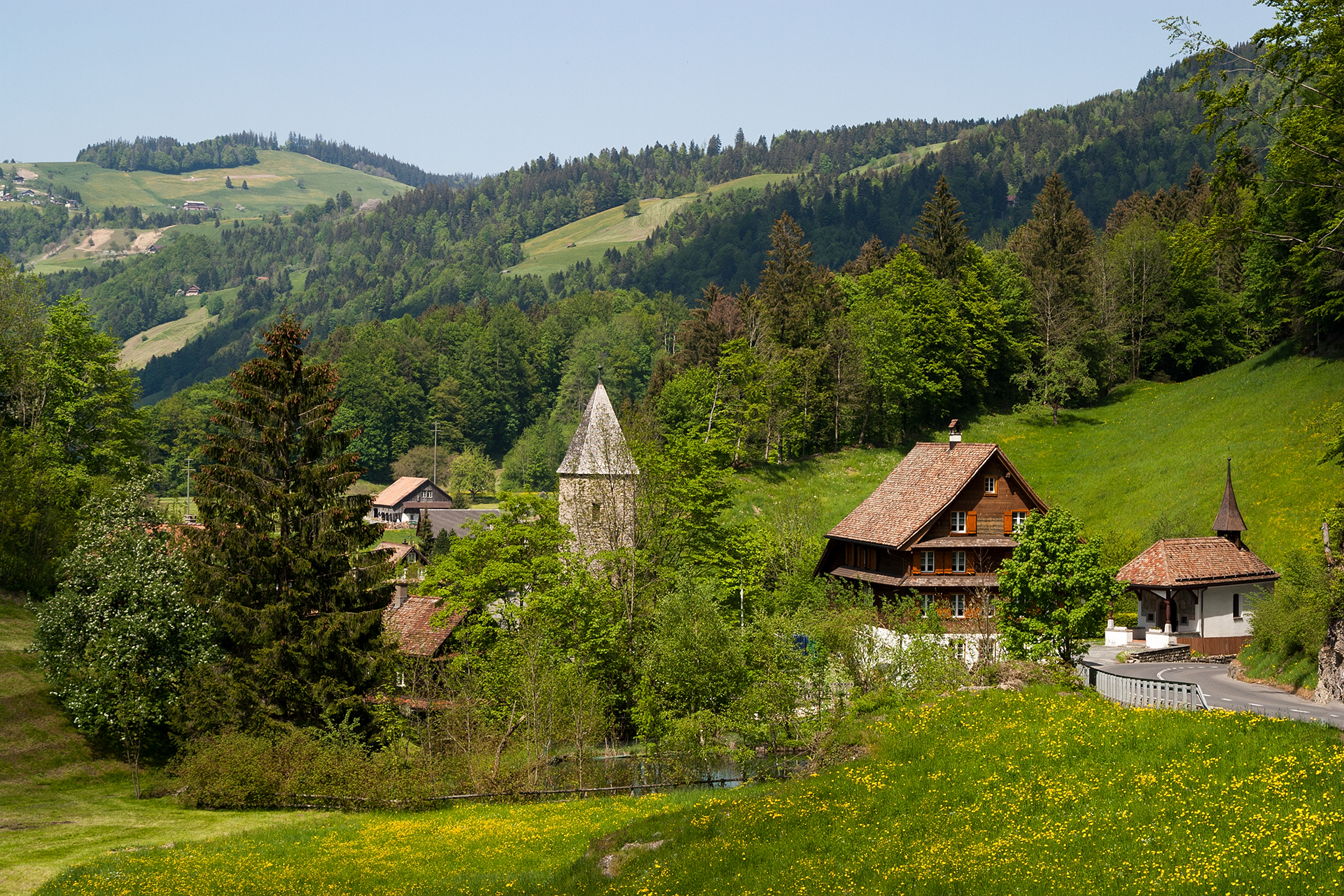
Letziturm und Morgarten-Schlachtkapelle in Schornen

Auf dem Gemeindegebiet von Sattel, im Weiler Schornen am Morgarten, fand am 15. November 1315 zwischen einem habsburgischen Heer unter Herzog Leopold von Österreich und den Schwyzern mit ihren Verbündeten eine Schlacht statt, die als «erste Freiheitsschlacht» der Eidgenossen in die Geschichte einging. Das herzogliche Heer wurde vernichtend geschlagen. Zahlreiche Edelleute verloren dabei ihr Leben. Eine Kapelle in der Schornen und das Morgartendenkmal beim Buechwäldli am Aegerisee erinnern daran. Im 2015 eröffneten Informationszentrum Morgarten wird die Morgartengeschichte auf der Basis der heutigen wissenschaftlichen Erkenntnisse in zeitgemässer Form dargestellt. Dabei liegt ein wesentliches Schwergewicht auf der Wirkungsgeschichte dieses Ereignisses

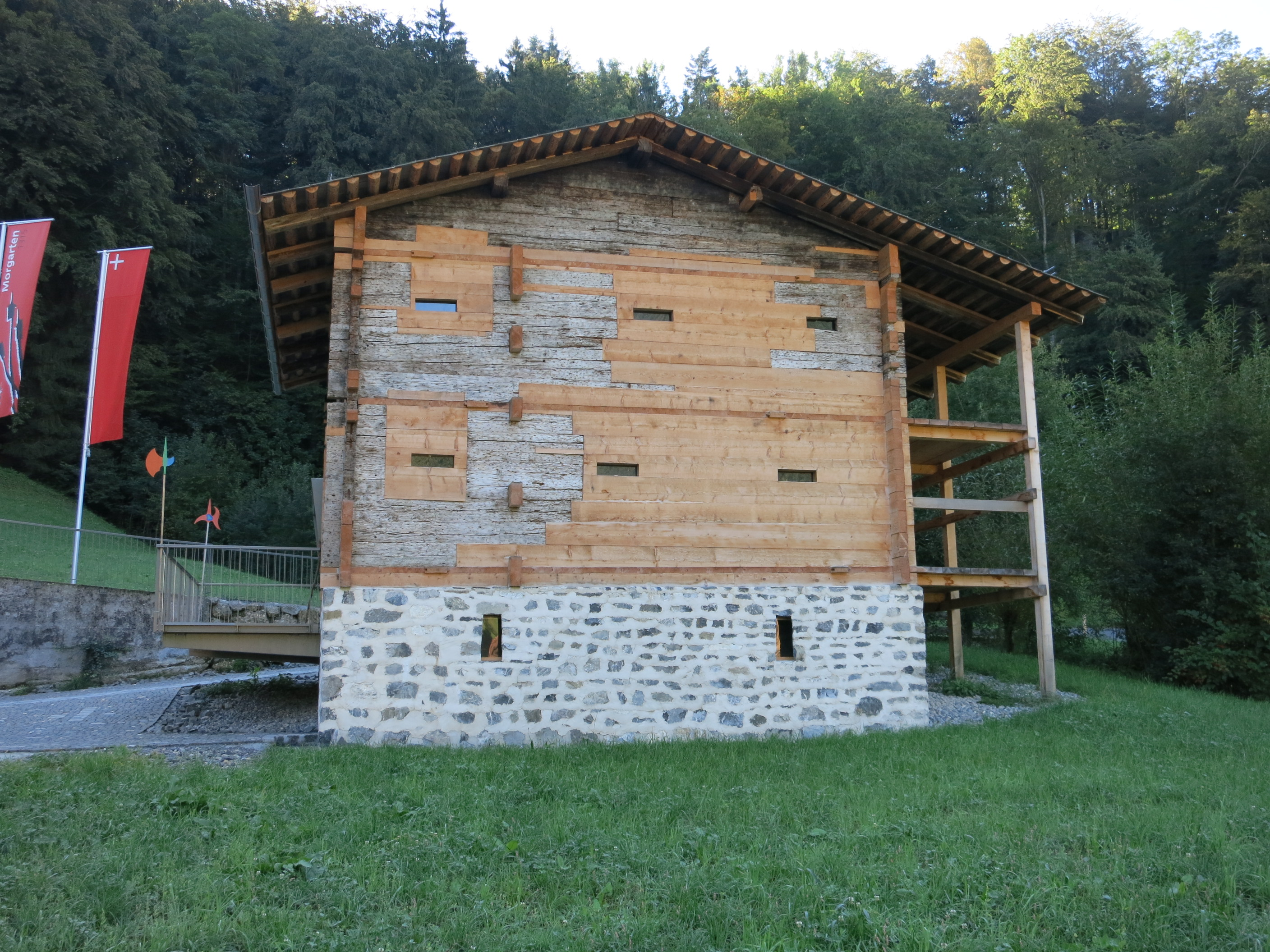
Niderösthaus von 1176 in Schornen

Zum 700-Jahr Jubiläum der Schlacht am Morgarten wurde 2015 zudem das Niderösthaus neben dem Morgartenhaus für museale Zwecke in seinem ursprünglichen Zustand neu aufgebaut. Das Niderösthaus gilt als ältestes bekanntes Holzgebäude Europas. Sein Kernbau datiert um das Jahr 1176. Das Haus stand bis im Jahr 2001 in Schwyz und wurde bewohnt. Dann musste es einem Neubau weichen, wurde abgetragen, zerlegt und eingelagert.

## Bilder

Sattel SZ, historisches Luftbild von 1923, aufgenommen von Walter Mittelholzer
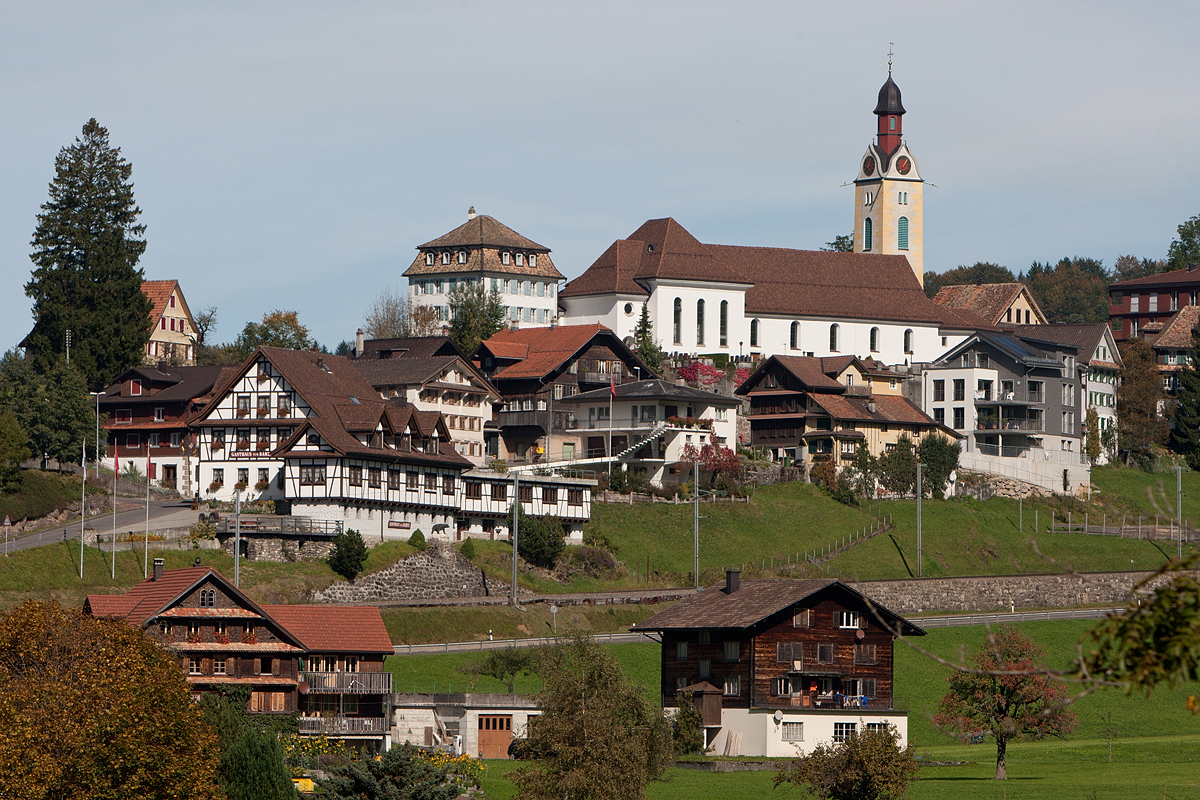
Sattel
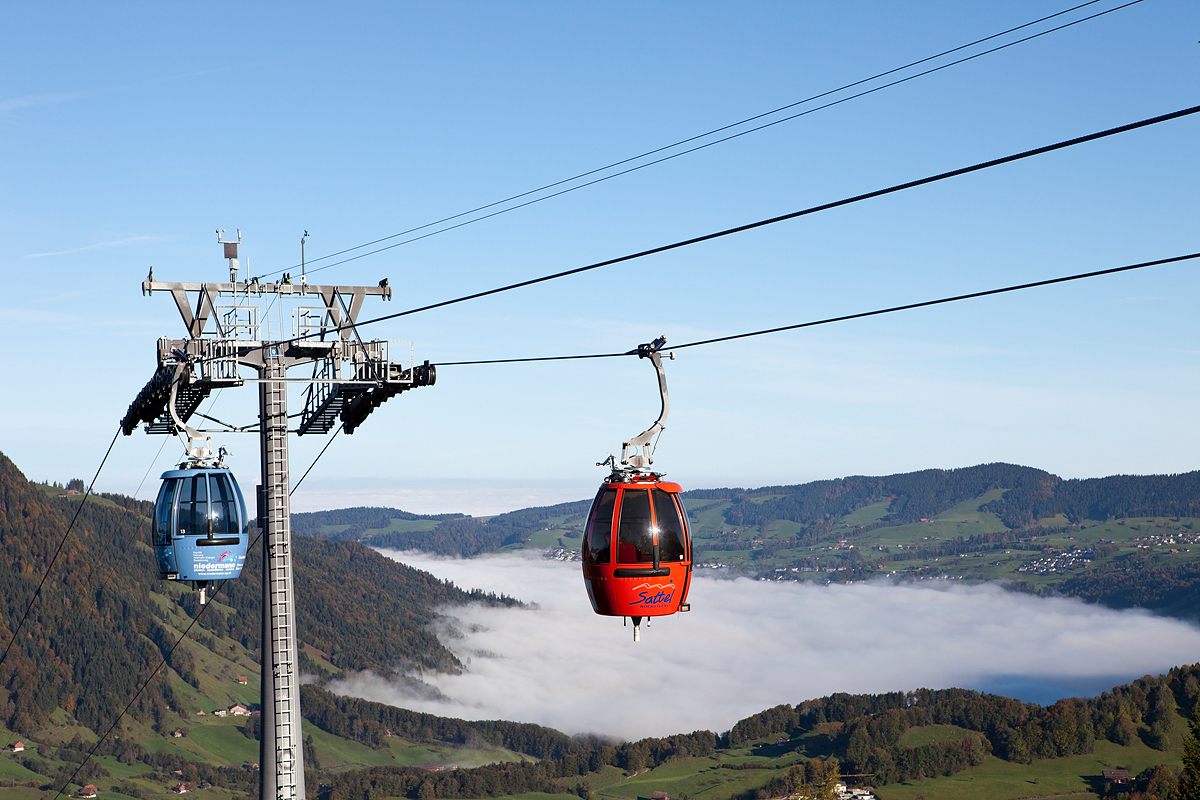
Gondelbahn Hochstuckli
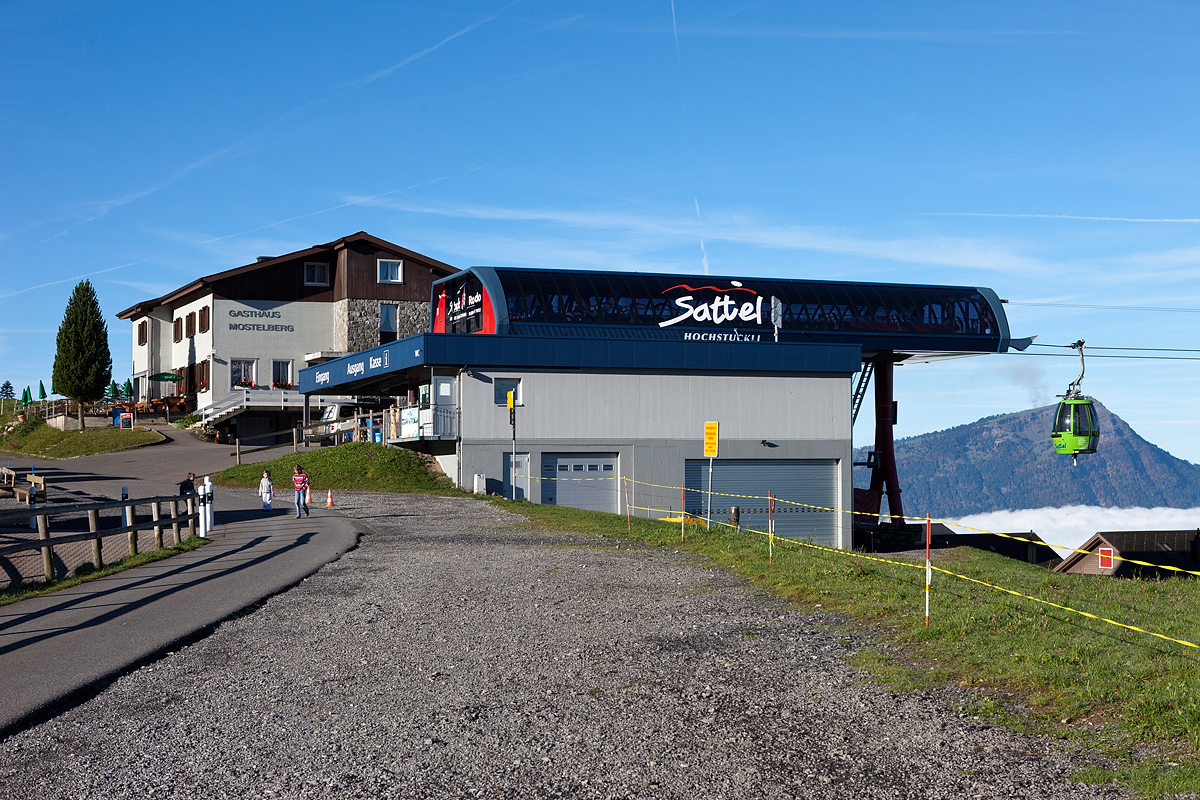
Bergstation Mostelberg
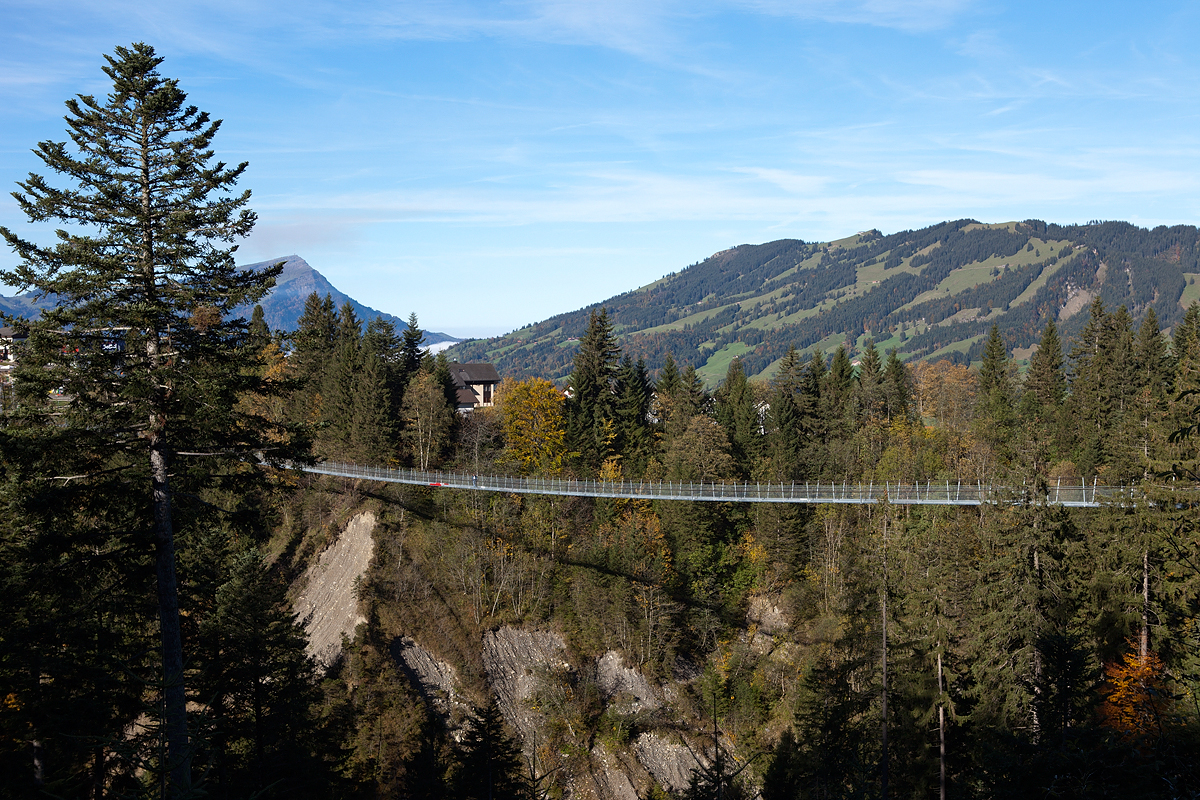
Skywalk (Hängebrücke)